# مرقد حسين رضا
مرقد حسين رضا (بالفارسية: امامزاده حسین رضا) هو مرقد شيعي تاريخي يعود إلى الدولة التيمورية، ويقع في ورامين.